# Black Lives Matter
Black Lives Matter（缩写：BLM），可译作黑人的命也是命、黑人的命很重要、黑人性命攸關（或黑命攸关）、黑人生命珍貴（黑命贵），是一个抗议针对黑人的暴力和系统性歧视的去中心化国际维权运动，起源于非裔美国人社区。BLM也反对如种族归纳、暴力执法和美国刑事司法系统中的种族不平等等更为广泛的问题。BLM抗议通常在发生警察击杀黑人事件后，比如崔温·马丁、邁克爾·布朗、埃里克·加纳、以及雷基亞·博伊德等。
这场运动起始于2013年。2012年2月美国非裔青年崔温·马丁（Trayvon Martin）被枪杀。次年，开枪的欧洲、拉丁、非洲混血裔社区自卫巡逻员乔治·齐默尔曼（George Zimmerman）被判无罪，社交网络上发起了 #BlackLivesMatter 的话题。2014年弗格森骚乱中的邁克爾·布朗（Michael Brown）和纽约市的埃里克·加纳（Eric Garner）丧生，这两起非裔美国人的死亡所引发的街头游行使得“黑人的命也是命”获得了全国性的关注。自弗格森骚乱后，运动的参与者多次举行游行示威，抗议数名非裔美国人在警方行动或警方拘留中死亡。2015年夏天，“黑人的命也是命”维权人士参与到了2016年美国总统选举中。话题标签的发起人和运动的召集人，艾丽西亚·加尔萨（Alicia Garza）、帕特希·库拉斯（Patrisse Cullors）和欧帕尔·托米提（Opal Tomet）在2014年至2016年将他们的项目拓展到了全国30多个地方分部。雖然有部份組織會自稱“黑人的命也是命”，如Black Lives Matter全球网络基金会，但“黑人的命也是命”运动仍然是一个没有正式等级结构的分散式网络，也沒有任何組織註冊這個標語的商標。
社会对于“黑人的命也是命”运动的反应各不相同、易随时间而变。不同种族的美国民众对于运动的看法迥异。“大家的命都是命”（All Lives Matter）的口号作为对“黑人的命也是命”运动的回应逐渐兴起，但于社交媒体受到批评。在弗格森两名警察被枪击后，警察的支持者们创建了“警察的命也是命”（Blue Lives Matter，因為美國警察制服以藍色為主，或被称为“蓝命贵”）的话题标签。另一些黑人民权领袖则不赞同BLM团体所采取的策略。2020年，约67%的美国人支持运动；到了2023年，这个数字是51%。

## 发起

### 线上活动

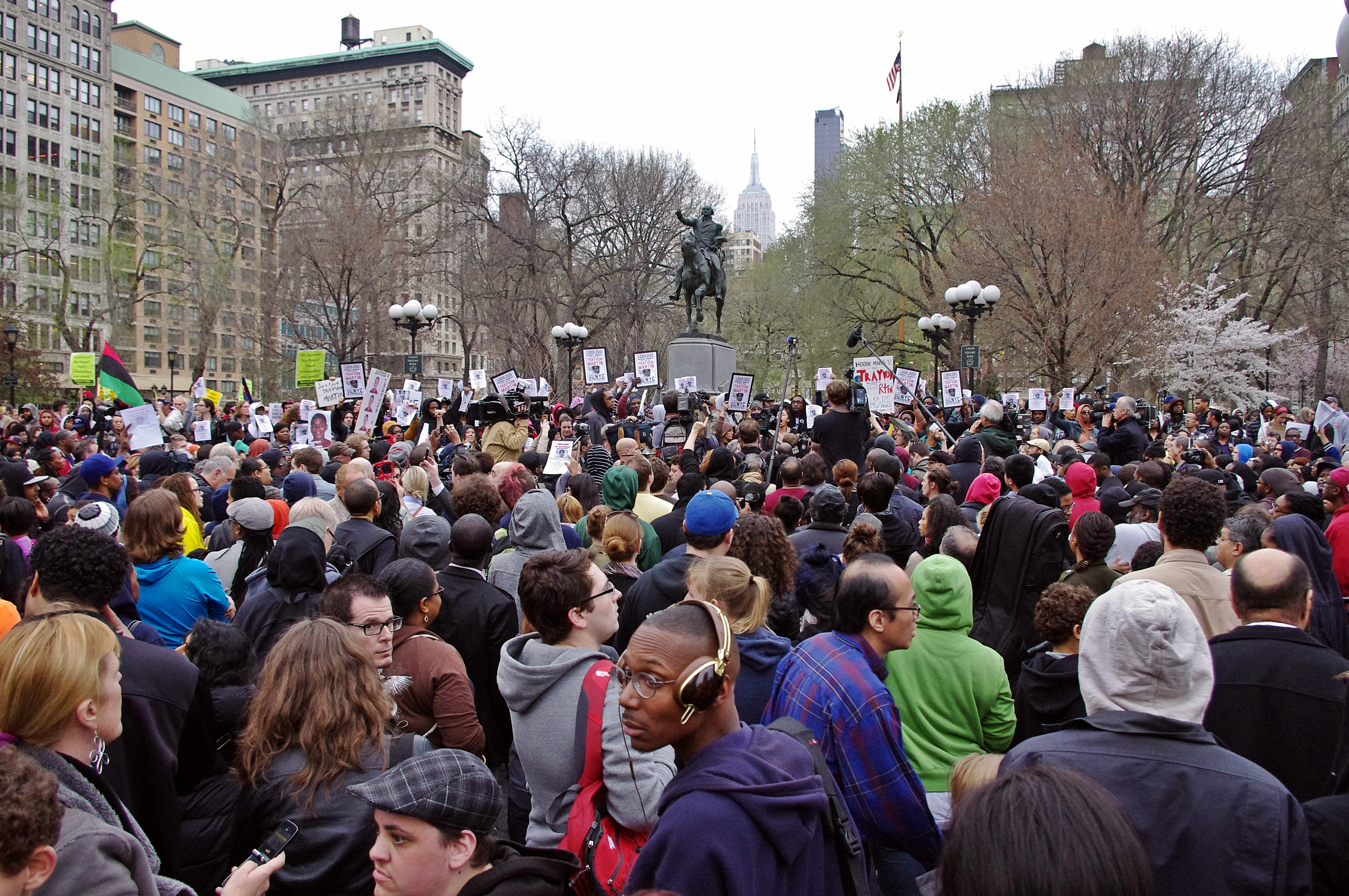
2012年3月21日纽约曼哈顿联合广场举行“百万连帽衫大游行”，抗议乔治·齐默尔曼对崔温·马丁的枪杀

2013年夏天，在枪杀崔温·马丁的乔治·齐默尔曼被判无罪后，这场运动以 #BlackLivesMatter 的话题标签开始发展。运动由三位黑人社区组织者——艾丽西亚·加尔萨、帕特希·库拉斯和欧帕尔·托米提共同发起。她们三位通过“黑人领导力与尊严组织”（Black Organizing for Leadership & Dignity，简写为 BOLD）相遇，该全国性组织专门训练社区组织者。在齐默尔曼被判无罪后，她们开始质疑自己在面对黑人生命遭受贬低时所做出的反应。加尔萨在Facebook上写了一篇题为《一篇给黑人的爱的笔记》（A Love Note to Black People）的帖子。她在帖子中写道：“我们的生命很重要，黑人的生命很重要”（Our Lives Matter, Black Lives Matter）。库拉斯回复道：“#BlackLivesMatter”。托米提随后也表达支持，自此“黑人的命也是命”网络运动正式诞生。

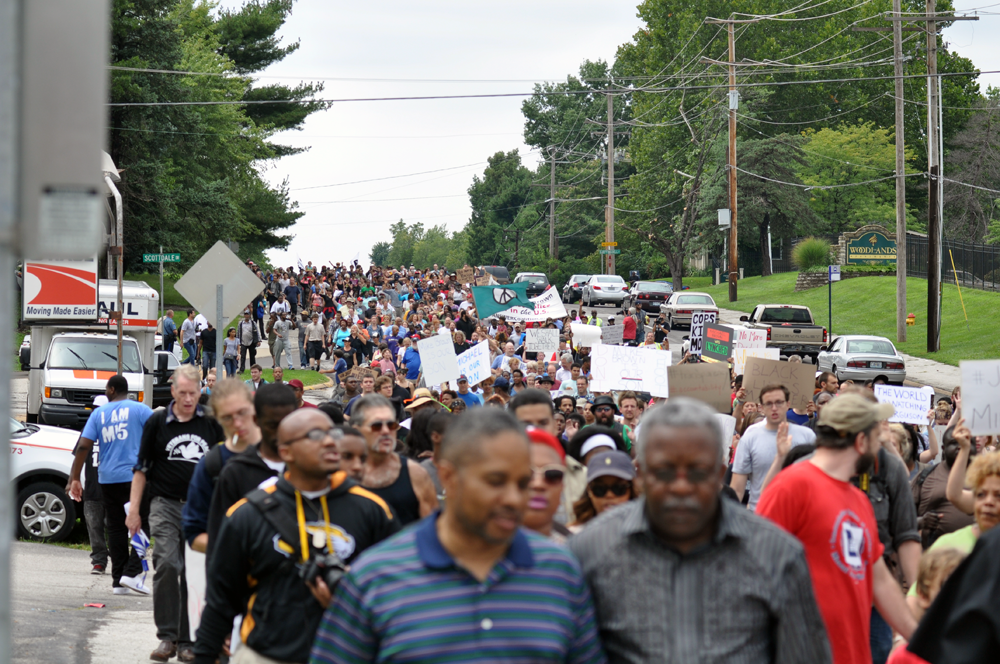
2014年8月17日密苏里弗格斯发生的抗议

### 弗格斯的行动
2014年8月，在迈克尔·布朗枪击案后，BLM成员采用“黑人的命也是命自由乘车”的形式，在密苏里弗格森组织了第一次全国性现场抗议。超过500名抗议者突然出现在弗格森参与非暴力示威。在出现于弗格森的众多团体中，BLM组织尤为突出，被广泛认作这场新兴运动的代表符号。
自此之后，“黑人的命也是命”已经组织了数千场抗议和游行。除了街头抗议，BLM还将活动延伸到了美国的大学校园中，2015至2016年的密苏里大学抗议就是其中一例。

### 运动包容性
“黑人的命也是命”与传统上处在黑人自由运动边缘的人们取得了合作。例如在其网站上，该组织声明Black Lives Matter是“一项独特的贡献，它不仅仅是为了那些被警察和私警法外处决的黑人”，它还拥抱交叉性，“Black Lives Matter 肯定所有黑人酷儿和跨性别者、残疾人、黑人非法移民、有案底者、女性和位于性别光谱上任何位置的黑人们的生命”。“黑人的命也是命”运动的发起人都是女性，其中加尔萨和库拉斯认同自己为酷儿。除此之外，全球网络的发起人之一的艾尔·赫恩斯（Elle Hearns）是一名跨性別女性。组织建立者们认为他们自身多元的背景奠定了 Black Lives Matter 成为一项具有交叉性运动的基础。#BlackWomenMatter（黑人女性很重要）、#BlackGirlsMatter（黑人女孩很重要）、#BlackQueerLivesMatter（黑人酷儿的命很重要）和 #BlackTransLivesMatter（黑人跨性别的命很重要）的话题标签在 BLM 的网站上和社交媒体上出现。乔治城大学历史学副教授玛西亚·夏特兰赞扬 BLM 使得“年轻的酷儿女性们（在活动中）扮演了重要角色”。

### 早期运动
BLM运动自认深受非裔美國人民權運動、黑人权力运动、1980年代的黑人女性主義运动、泛非主义、反种族隔离运动、嘻哈、LGBT權利運動和佔領華爾街运动的启发。许多媒体组织将其称之为“新民权运动”。然而，有一部分抗议者主动将自己区别于像阿爾·夏普頓这样老一代的黑人运动领袖，他们反感中产阶级传统，比如教会参与、忠于美国民主党以及尊严政治学。政治学家弗雷德里克·C·哈里斯认为这种“集体中心领导模式”（group-centered model of leadership）有别于像杰西·杰克逊的 Rainbow PUSH 联盟和夏普顿的全国行动网络这样依靠魅力型领袖模式的传统民权运动组织。

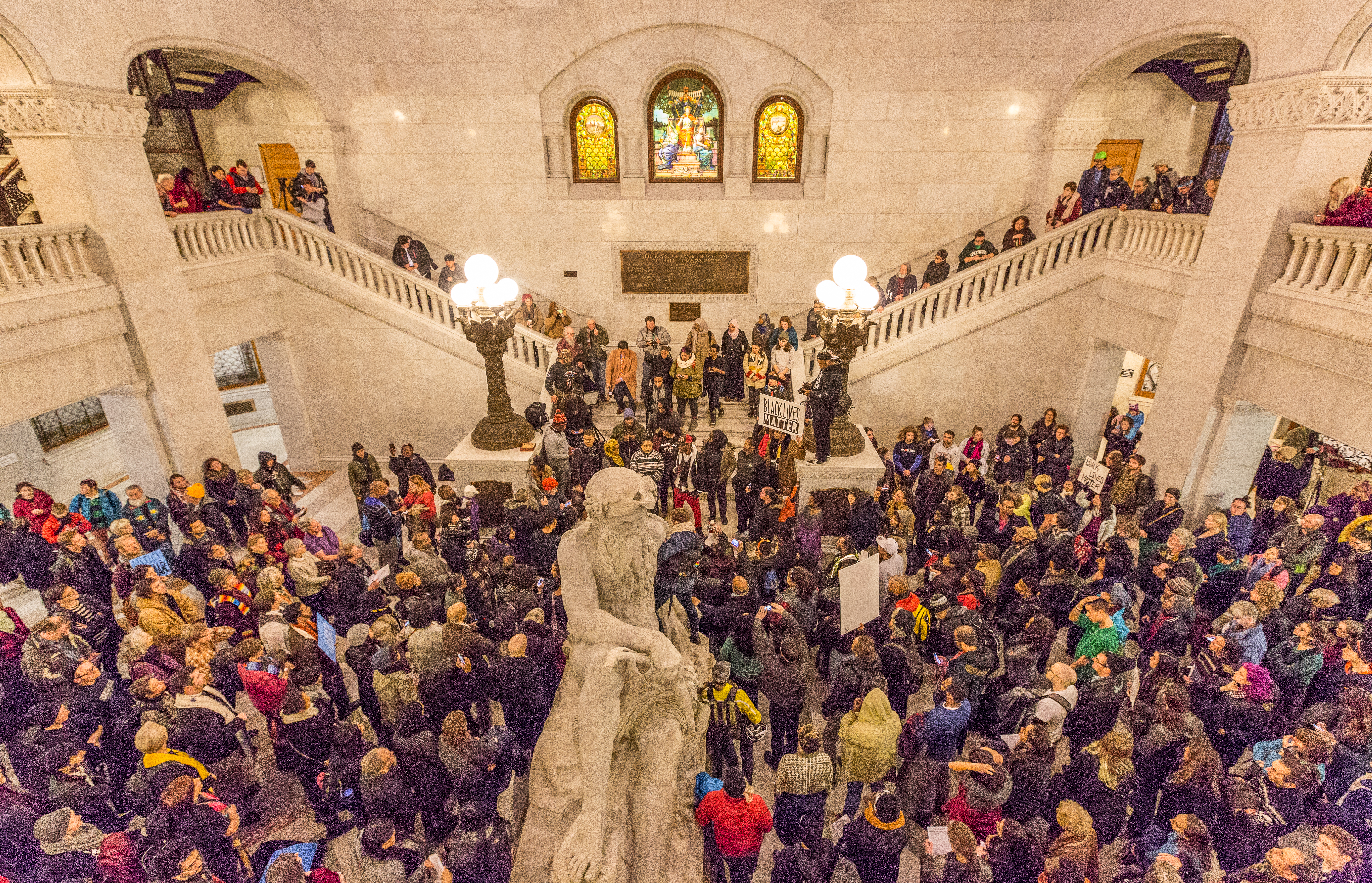
2015年12月3日，Black Lives Matter 的支持者和盟友聚集在明尼阿波利斯市政厅圆形大厅中。早些时候，抗议警察枪击哈马尔·克拉克（Jamar Clark）的示威者们从被占领的明尼阿波利斯警察局第四分局中赶出

## 组织结构

### 松散结构
短语“Black Lives Matter”既可以指代一个推特话题标签、一条标语、一场社会运动，也可以指一群宣扬种族公正的群体所组成的松散联盟。作为一场社会运动时，Black Lives Matter 是去中心化的，它的领导者们强调组织本地化而不是全国性的统一化领导。活动家德瑞·麦克森（DeRay McKesson）评论这场运动“团结了所有公开支持黑人的命也是命的人们，从而让他们将时间和精力投入进来。”
2013年，艾丽西亚·加尔萨、帕特希·库拉斯和欧帕尔·托米建立了Black Lives Matter网络。艾丽西亚·加尔萨将这一网络形容为一个网上平台，这个平台的存在给活动者们提供了一套共享的原则和目标。虽然地方性Black Lives Matter分会被要求致力于服从组织的一系列指导原则，但是具体的行动操作则没有一个中央的领导架构。艾丽西亚·加尔萨称这一网络对于“监管谁是谁不是运动的一员”没有兴趣。目前，在美国、英国、加拿大、澳大利亚和加纳分布着至少30个Black Lives Matter分会组织。

### 广泛运动
目前，共有多个团体和活动家以“Black Lives Matter”为名进行更为广泛的运动。。例如，针对美国及全球黑人社区的暴力现象持续且不断升级促使了“黑人生命运动”（Movement for Black Lives）组织的建立，BLM 就是该组织的一员。2015年，Johnetta Elzie、德瑞·麦克森、布列塔尼·Packnett和塞缪尔·欣延圭共同发起了“零号行动”（Campaign Zero），旨在政策改革以结束警察暴力。这场行动发表了十点改革草案，其中包括：取消破窗政策，增强社区对警察部门的监督，并建立更严格的武力使用标准。据《纽约时报》记者约翰·Eligon报道，一些活动者表达了他们对这场活动的看法，认为它过分强调了对警察暴力的立法完善。

## 活动策略

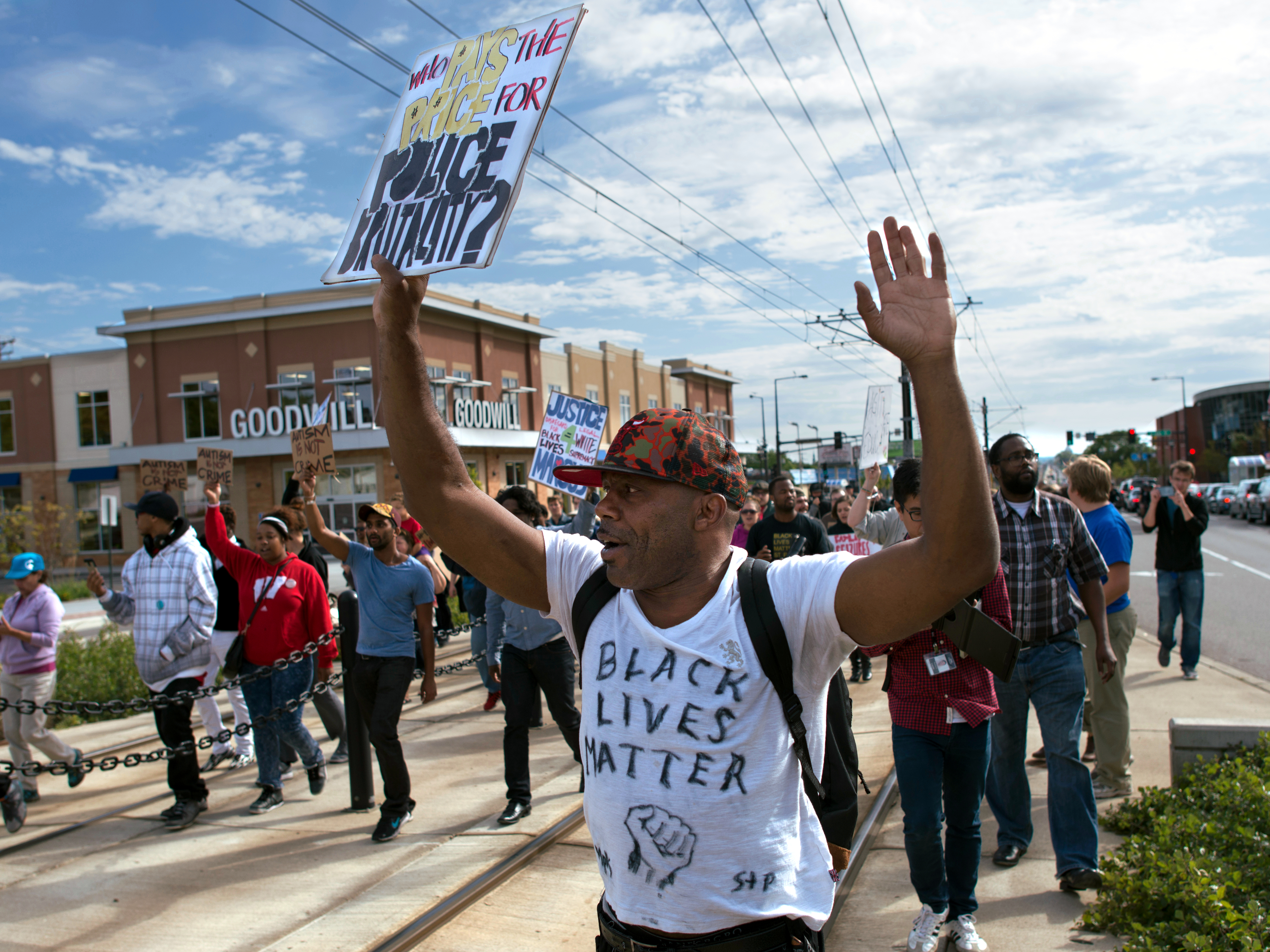
明尼苏达州圣保罗 Black Lives Matter 抗议警察暴力

Black Lives Matter 早期曾运用社交媒体上的热门话题或标签来快速聚集民众。而后 Black Lives Matter 开始运用“多样化的策略手段”，而不仅限于和平方式。

### 互联网与社交媒体
2014年，美国方言学会（American Dialect Society）将 #BlackLivesMatter 选为它们的年度词汇。《Yes!》杂志将 #BlackLivesMatter 评选为当年改变世界的十二个话题标签之一。网络迷因在帮助这场新社会运动获取支持的过程中也起到了重要作用。Facebook 和 Twitter 等新兴資訊及通訊科技传播的网络爆红事件成功获取了广泛的线上支持，并将影响力溢出到线下的现实世界中。然而，“警察的命也是命”等其他的反对者们也成功地用相同的手段借此批评和揶揄这场运动，尤其抨击了其对于黑人同种族间所造成死亡犯罪的忽视。
截至2016年9月，短语“Black Lives Matter”在推特上被转发了超过了三千万次，黑人社区在推特上所形成的“黑人推特”圈也被认为成功为这场运动带来了国际关注。有活动家通过使用 #BlackLivesMatter 标签帮助宣传他们的运动，将其传播至更广大的社群中并将参与者团结起来。
罗格斯大学的赫蒂彻·怀特博士（Dr. Khadijah White）认为，BLM 已经将黑人的校园运动带向了一个新的纪元。旁观者现在可以轻而易举地用手机记录下警察的暴力行为并发布在社交媒体上，这将激进行动主义推向了全世界。

### 直接行动

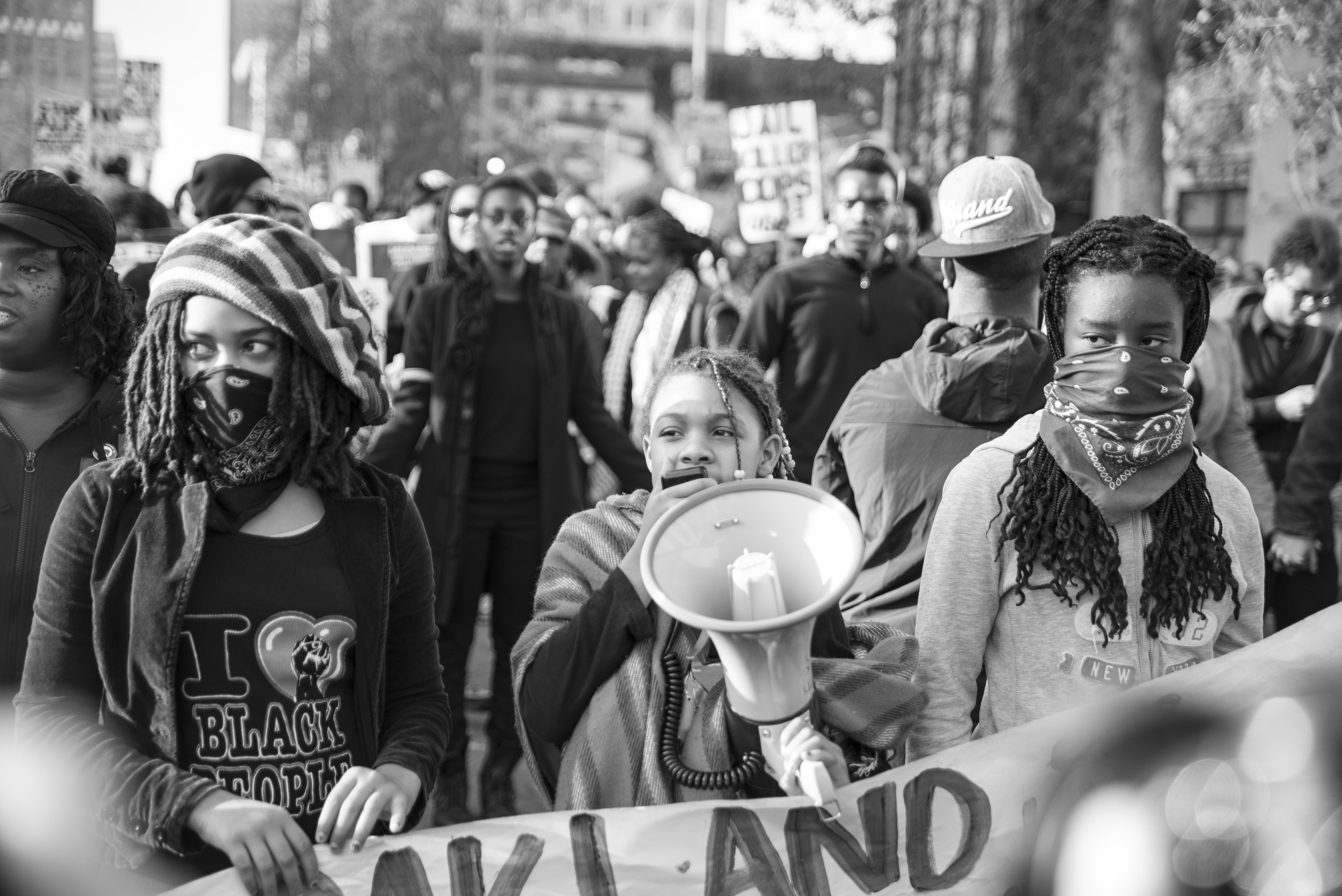
加州奥克兰的 Black Lives Matter 游行示威

BLM 通常采取直接行动策略，不惜让民众以感到不适的方式去直面种族问题，而不得不去正视问题的存在。BLM 以通过抗议和集会而壮大的方式闻名。他们也曾组织过装死抗议，包括在2015年双子城马拉松所举行的一次活动。

### 口號

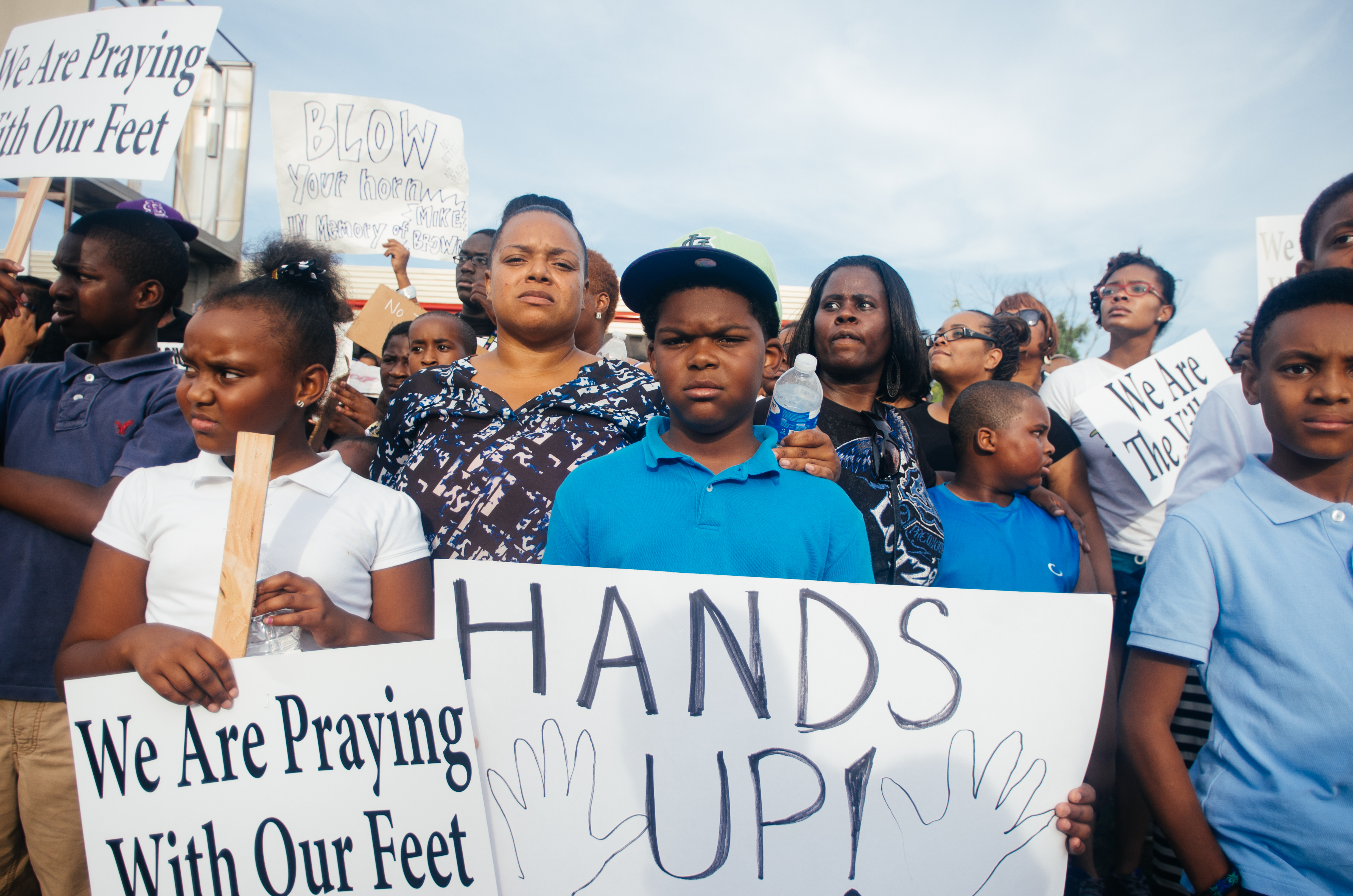
弗格森抗议中展示的“举手了，别开枪”标语

运动的口号也包括了同名的“黑人的命也是命”“举手了，别开枪”（Hands up, don't shoot，迈克尔·布朗案），“我不能呼吸了”（I can't breathe，埃里克·加纳案和乔治·弗洛伊德案），“白人的缄默是暴力”“无公义，不和平”以及“我的儿子是下一个吗？”、「說出她（他）們的名字」（Say Her/Their Names）等等。

### 媒体
迈克尔·杰克逊的《They Don't Care About Us》和肯德里克·拉马尔的《Alright》都曾在集会中被广泛传唱。
一部名为《Bars4justice》的短篇纪录片记录了运动中的各种活动分子和唱片艺术家们，并入选第24届泛非电影节。《Stay Woke: The Black Lives Matter Movement》是2016年一部由杰西·威廉姆斯主演的讲述这场运动的电视纪录片。

## 地区命名
2020年6月5日，美国华盛顿特区市长梅利爾·巴烏斯爾下令将西北第16街通往白宫北门的一段路命名为“黑人的命也是命广场”，同时街道地面也被涂上巨大的“Black Lives Matter”字样，以此向抗议乔治·弗洛伊德之死的示威者致敬。

## 外部連結
- Black Lives Matter的Facebook專頁
- Black Lives Matter的X（前Twitter）
- Black Lives Matter的Instagram帳戶